# Catedral de San Martín de Tours (Mukáchevo)
La Catedral de San Martín de Tours o simplemente Catedral de Mukáchevo (en ucraniano: Кафедральний собор св. Мартина з Туру в Мукачевому) es el nombre que recibe un edificio religioso afiliado a la Iglesia católica que se encuentra en la localidad de Mukáchevo al oeste del país europeo de Ucrania. Es la catedral de la diócesis de Mukáchevo.
La iglesia está decorada con un tono marrón claro. Su principal y más alta torre está adornada con un reloj, y el portal de entrada fue decorado con un arco abovedado y columnas. Posee una capilla anexa que está dedicada a San José que se encuentra cerca del templo y data del siglo XIV.
La iglesia fue construida entre los años 1904 y 1905 en un estilo ecléctico. En la época soviética, fue cerrada por las autoridades del partido comunista local. En 1990, fue devuelta a los fieles católica. Desde 2002, es la catedral de la nueva diócesis de Mukáchevo (Dioecesis Munkacsiensis Latinorum; Єпархія Мукачево) que fue creada mediante la bula Cum Transcarpatiae del papa Juan Pablo II.

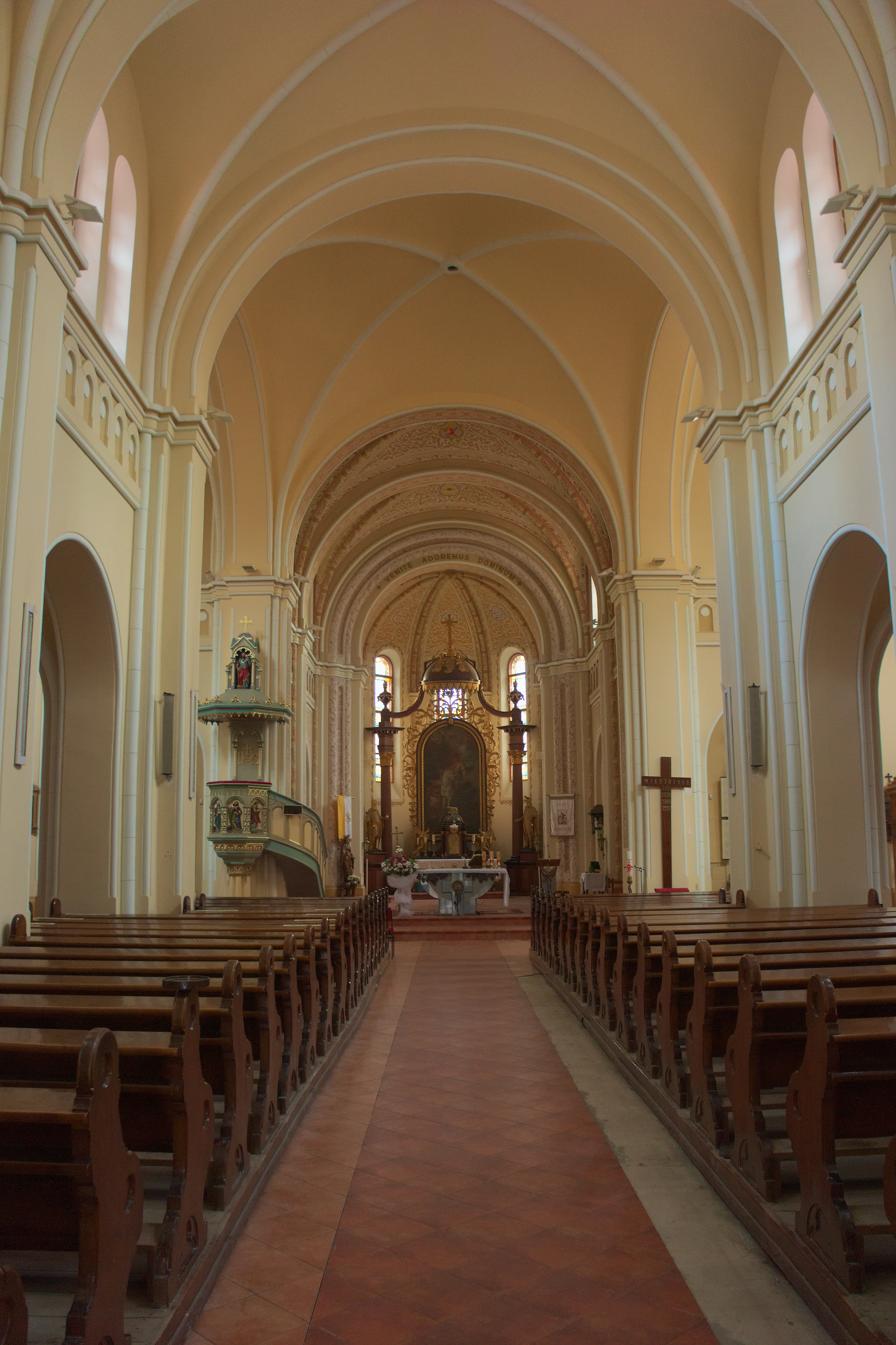
Vista interior